# Aleksàndrovka (Arkadak)
Aleksàndrovka — Александровка (rus) — és un poble de l'óblast de Saràtov, a Rússia, segons el cens del 2010 tenia 34 habitants. Pertany al districte municipal d'Arkadak.